# 日本と中央アフリカの関係
日本と中央アフリカ共和国の関係（にほんとちゅうおうアフリカきょうわこくのかんけい、フランス語: Relations République centrafricaine–Japonaises、英語: Central African Republic–Japan relations） では、日本と中央アフリカ共和国の関係について概説する。日本と中央アフリカの関係とも。

## 両国の比較
|                   | 中央アフリカ共和国           | 日本                            | 両国の差                             |
| ----------------- | ---------------------------- | ------------------------------- | ------------------------------------ |
| 人口              | 474万5185人（2019年）        | 1億2626万人（2019年）           | 日本は中央アフリカ共和国の約26.6倍   |
| 国土面積          | 62万3000 km²                 | 37万7972 km²                    | 中央アフリカ共和国は日本の約1.6倍    |
| 人口密度          | 7 人/km²（2018年）           | 347 人/km²（2018年）            | 日本は中央アフリカ共和国の約49.6倍   |
| 首都              | バンギ                       | 東京都                          |                                      |
| 最大都市          | バンギ                       | 東京都区部                      |                                      |
| 政体              | 大統領制 共和制              | （民主制）議院内閣制            |                                      |
| 公用語            | フランス語 サンゴ語          | 日本語（事実上）                |                                      |
| 通貨              | CFAフラン                    | 日本円                          |                                      |
| 国教              | なし                         | なし                            |                                      |
| 人間開発指数      | 0.367                        | 0.919                           |                                      |
| 民主主義指数      | 1.32                         | 7.99                            |                                      |
| GDP（名目）       | 22億2031万米ドル（2019年）   | 5兆819億6954万米ドル（2019年）  | 日本は中央アフリカ共和国の約2288.9倍 |
| 一人当たり名目GDP | 467.9米ドル（2019年）        | 40246.9米ドル（2019年）         | 日本は中央アフリカ共和国の約86倍     |
| GDP（購買力平価） | 46億8198万米ドル（2019年）   | 5兆5043億3091万米ドル（2019年） | 日本は中央アフリカ共和国の約1175.6倍 |
| 一人当たり実質GDP | 986.7米ドル（2019年）        | 43593.5米ドル（2019年）         | 日本は中央アフリカ共和国の約44.2倍   |
| 経済成長率        | 3.0%（2019年）               | 0.7%（2019年）                  |                                      |
| 軍事費            | 3241万1879.3米ドル（2019年） | 476億902万米ドル（2019年）      | 日本は中央アフリカ共和国の約1468.9倍 |
| 地図              |                              |                                 |                                      |

## 歴史
1960年8月13日、フランスから独立した中央アフリカ共和国を日本は国家承認。1968年6月12日には駐日中央アフリカ共和国大使館が東京に開設し、1974年1月25日にはバンギに在中央アフリカ共和国日本国大使館が開設した。しかし、交流の少なさ故1992年12月14日には駐日中央アフリカ共和国大使館は閉館し、代わって世田谷区に名誉総領事館が置かれた（鉱山開発の縁で鉱研工業株式会社社長の江口工が名誉総領事を務める）。2005年1月1日には情勢の悪化から日本側もバンギの在中央アフリカ共和国日本国大使館を廃止している。以降は、ヤウンデの在カメルーン日本国大使館が中央アフリカ共和国を兼轄。

## 外交

### 日本要人の中央アフリカ訪問
中央アフリカ共和国の情勢不安もあり、長らく日本要人の中央アフリカ訪問は実施されていなかった。しかし2018年5月5日から6日にかけて、外務副大臣の佐藤正久が現職政務としては34年ぶりに中央アフリカを訪問。中央アフリカ共和国大統領フォースタン＝アルシャンジュ・トゥアデラを表敬、中央アフリカ共和国外務・在外国民大臣のシャルル・アーメル・ドゥバンヌ及び経済計画・協力大臣のフェリックス・モルアとの会談を実施して、中央アフリカ共和国の情勢や人道・経済支援について意見を交わした。

### 中央アフリカ要人の訪日
2008年には中央アフリカ共和国大統領のフランソワ・ボジゼがアフリカ開発会議のため訪日し、当時内閣総理大臣であった福田康夫と首脳会談を実施した。2019年にもアフリカ開発会議のため、フォースタン＝アルシャンジュ・トゥアデラが訪日して安倍晋三との間に11年ぶりとなる日・中央アフリカ首脳会談を実施。
また、大統領以外では2007年に中央アフリカ共和国外務・地域統合・仏語圏大臣のコム・ズマラが訪日し、外務大臣の麻生太郎との間に外相会談及び夕食会を実施。日本の常任理事国入りに中央アフリカ側から強い支持が得られたほか、「円借款債務の免除に関する交換公文」の署名・交換式が執り行われた。
2018年には中央アフリカ共和国外務・在外国民大臣のシャルル・アーメル・ドゥバンヌが訪日し、河野太郎と外相会談を実施。中央アフリカへの経済支援についてが話し合われた。

## 経済交流
両国は地理的に遠く、歴史的にも接点は少ない。また経済的に最貧国で一人当たりの所得も低く、市場として未開拓である。そのため中央アフリカに進出している企業はほぼ無く、経済交流は主に貿易と経済支援に限られる。
日本は中央アフリカに対し、2019年までに累計400億円以上の経済援助を実施。近年の代表的な例としては、都市部においてさえも初等教育就学率が60パーセント程度に過ぎない中央アフリカの現状を鑑みて2009年に実施された、無償資金協力「小学校建設計画（11.87億円）」などが挙げられる。1998年から1999年にかけては、中央アフリカとカメルーンを繋ぐ「3号国道舗装計画」を二度にわたり実施し、累計24.2億円の無償資金協力で中央アフリカの物流を活性化した。
貿易面では、2019年の中央アフリカの対日貿易は輸出額1.39億円、輸入額1.57億円とわずかに中央アフリカの赤字である。主要な輸出品は木材、主要な輸入品は機械類などである。

## 文化交流
1980年代に、中央アフリカのバスケットボール・チーム招聘、柔道使節派遣、文化無償資金協力で体育機材、視聴覚機材など供与。2005年、文化事業でバンギ映画祭を実施した。

## 外交使節

### 駐日中央アフリカ大使
1. クレマン・セヴォ・マッシシア（クレマン・セボ[32]、1968～1970年）[33][34]
2. クリストフ・マイドゥ（1970年～）[34]
  - （臨時代理大使）ノエル・エレガニ（1989年以前[35]～）
  - 空席（1992年～）